# Esforç unitari

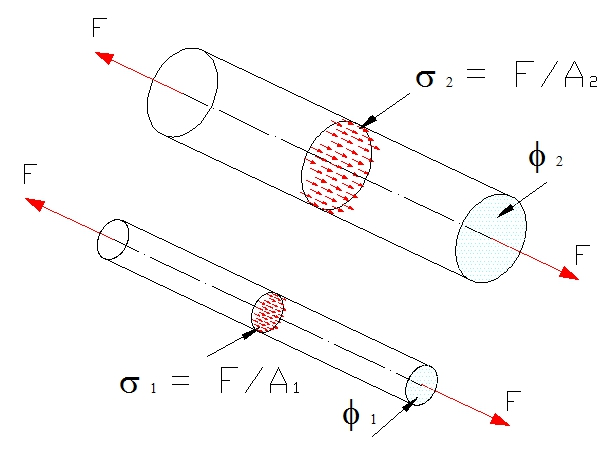
L'esforç unitari depèn de la secció

L'esforç unitari és la resistència interna d'un cos elàstic enfront de l'acció de forces exteriors. També es pot definir com la relació entre la força F aplicada a un material i la secció A sobre la qual s'aplica. És a dir la força aplicada per unitat de secció, per tant l'esforç es diferencia en dos peces del mateix material per la secció de la peça
σ = F/A (MPa)
On:
σ = Esforç unitari en N/mm² (MPa).
F = Força aplicada en N.
A = Secció inicial del material en mm².
Les unitats de l'esforç unitari són similars a les de la pressió: força/superfície. La unitat en el sistema internacional (SI), per tant, és la mateixa: el Pa (pascal): 1MPa = 1N/mm².